# Turbonilla edwardensis
Turbonilla edwardensis är en snäckart som beskrevs av Bartsch 1909. Turbonilla edwardensis ingår i släktet Turbonilla och familjen Pyramidellidae. Inga underarter finns listade i Catalogue of Life.